# W Face: Inside/Outside
W Face: Inside/Outside è un doppio album in studio della cantante giapponese Koda Kumi, pubblicato nel 2017.

## Tracce

### W Face ~inside~
1. BRIDGET SONG
2. Bring It On
3. Yorokobi no Kakera (喜びのかけら)
4. Stand by you
5. Sukideshite (好きでして)
6. Kimi Omoi (君想い) – 5:18
7. On my way
8. What's Up
9. Promise you
10. My fun

### W Face ~outside~
1. W Face
2. Ultraviolet
3. Insane
4. Damn real
5. Heartless
6. Bassline
7. Shhh! – 3:24
8. Bangerang
9. WickedGirls
10. Cupcake (featuring AKLO)